# کانر لمب
کانر جیمز لمب (به انگلیسی: Conor Lamb) (زاده ۲۷ ژوئن ۱۹۸۴) یک وکیل و سیاستمدار آمریکایی است که از سال ۲۰۱۸ تا ۲۰۲۳ به عنوان نماینده ایالات متحده برای منطقه هفدهم کنگره پنسیلوانیا خدمت کرده است. او که یکی از اعضای حزب دمکرات است.
لمب در واشینگتن دی سی در ۲۷ ژوئن ۱۹۸۴ در خانواده توماس اف. لمب جونیور و کتی لمب به دنیا آمد. خانواده لمب سال‌ها در سیاست و تجارت منطقه پیتسبورگ فعال بوده‌اند. پدر لمب از سال ۱۹۹۵ به عنوان لابی گر برای خدمات مالی پی‌ان‌سی خدمت کرده است پدربزرگ لمب، توماس اف. لمب، رهبر اکثریت دموکرات در سنای ایالت پنسیلوانیا و بعداً وزیر امور قانونگذاری در زمان فرماندار رابرت پی کیسی بود. عموی کانر، مایکل لمب ، کنترل‌کننده شهر پیتسبورگ است و قبلاً پروتونوتاری شهرستان آلگنی، پنسیلوانیا بود.